# Caprimulgus fraenatus

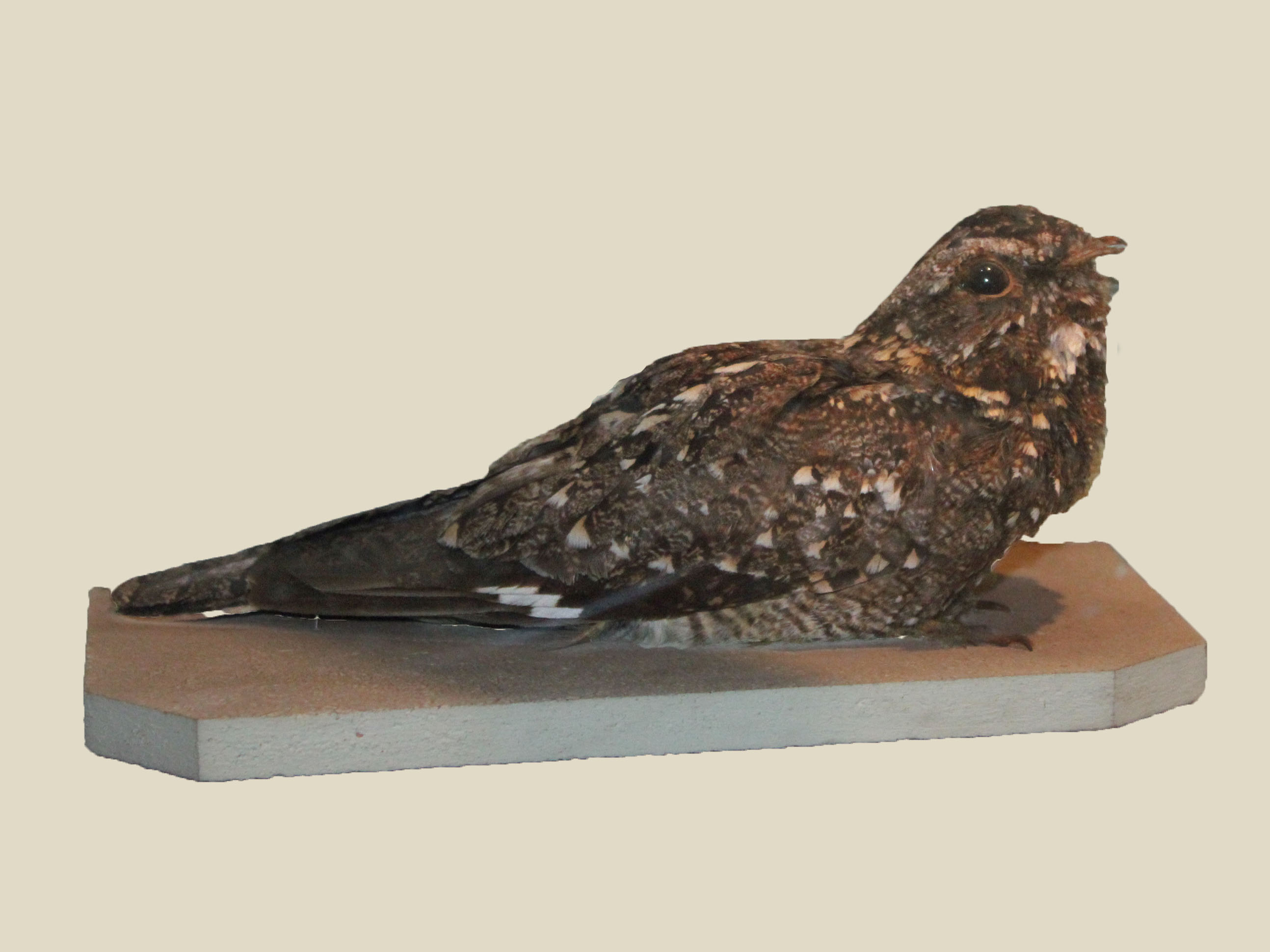
Espécimen en el Museo Nacional de Nairobi.

El chotacabras oscuro o chotacabra sombría (Caprimulgus fraenatus) es una especie de ave caprimulgiforme en la familia Caprimulgidae propia de África oriental.

## Distribución
Se la encuentra en Angola, Botsuana, Burundi, Eritrea, Etiopía, Kenia, Malawi, Mozambique, Namibia, Somalia, Sudáfrica, Sudán del Sur, Tanzania, Uganda, Zambia, y Zimbabue.